# Благодатное (Севастополь)
Благода́тное (укр. Благодатне, крымскотат. Blagodatnoye, Благодатное) — упразднённое село в Балаклавском районе Севастополя, в составе АПФ «Золотая Балка». Считается пригородом Балаклавы, фактически — отдельное селение, официально — улица Благодатная в Балаклаве. Площадь села 40,1 гектара, население 459 человек на 1998 год. Расположено в 2 километрах восточнее города и в 25 км от центра Севастополя.
В 1930 году, на месте нынешнего села, был основан совхоз «Благодать», название населённого пункта которого, со временем, преобразовано в имя современного Благодатного, в 1931 году было закончено строительство шоссе из Балаклавы. 7 мая 1957 года сёла района были переданы в подчинение городскому совету Севастополя и Благодатное лишилось статуса отдельного населённого пункта. Время включения в городскую черту Балаклавы пока не установлено.